# مترو براغ

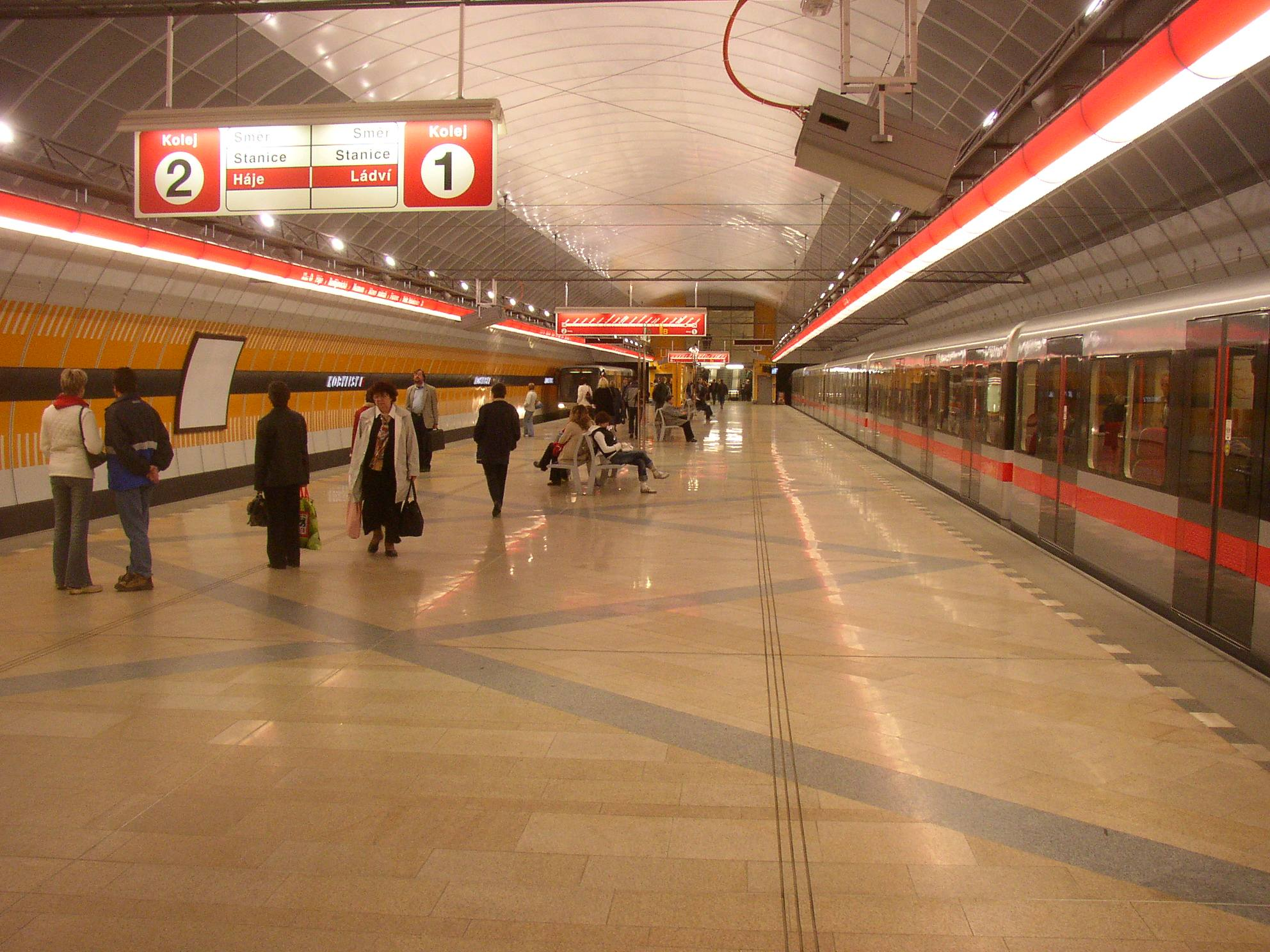
إحدى محطات مترو براغ-الخط الأحمر.

خريطة لمحطات المترو 2015

مترو أنفاق براغ هو أسرع وسيلة نقل في مدينة براغ ،التشيك ،يخدم حوالي مليون ونصف المليون راكب يوميا وهو بهذا سابع أكثر مترو أوروبي ازدحاما، وأكثر مترو استخداما في العالم على أساس نصيب الفرد.
عن المترو
يحتوي مترو براغ على ثلاثة خطوط هي الأخضر (A) والأصفر(B) والأحمر (C) محتويا على 57 محطة ثلاث منها تحويلية كلها متصلة بحوالي 60 كيلومترا من السكك الحديدية معظمها تحت سطح الأرض، يعمل المترو من الساعة 4أو5 صباحا حتى منتصف الليل، بفترة انتظار بين القطارات تقدر ب2إلى 3 دقائق.
أكثر من 500 مليون راكب يستخدمون مترو أنفاق براغ سنويا.
المشغل لمترو أنفاق براغ هي شركة براغ للنقل العام المحدودة والتي تدير جميع وسائل نقل المدينة، وللعديد من محطات مترو براغ مساحة واسعة وأكثر من مخرج متباعدة نسبيا مما يمكن أن يربك الزائر للمدينة وقد يختار مخرجا يبعده عن هدفه ولكن يستطيع العودة إليه مشيا، كما يعتبر سلم محطة (Náměstí Míru)الكهربي هو أطول السلالم المتحركة في أوروبا يبلغ طوله 100 متر تقريبا.

## وصلات خارجية
الموقع الرسمي لشركة براغ للنقل العام.